# Поплітник чорногорлий
Поплі́тник чорногорлий (Pheugopedius atrogularis) — вид горобцеподібних птахів родини воловоочкових (Troglodytidae). Мешкає в Центральній Америці.

## Опис
Довжина птаха становить 15 см, самці важать 24,3—27,3 г, самиці 22,5 г. Тім'я і верхня частина тіла темно-рудувадо-коричневе, надхвістя дещо більш руде. Скроні чорні, поцятковані білими плямками, від дзьоба до очей ідуть чорні смуги. Махові пера темно-рудувато-коричневі, стернові пера чорнувато-коричневі, з боків легко поцятковані охристими плямками. Підборіддя, горло і верхня частина грудей чорні, центральна частина грудей поцяткована рудувато-коричневими плямками. Нижня частина грудей і живіт рудувато-оричневі, гузка чорна, легко поцяткрована білими смужками. Очі червонувато-карі, дзьоб сірий або чорнуватий, лапи чорнуваті або темно-коричневі. Молоді птахи мають більш тьмяне і менш контрастне забарвлення, плямки на скронях у них відсутні, горло тьмяно-чорнувато-коричневе, білі смуги на гузці відсутні.

## Поширення й екологія
Чорногорлі поплітники мешкають на південному сході Нікарагуа, на сході Коста-Рики та на північному сході Панами, з 2010 року спостерігалися також на півночі Нікарагуа та на сході Гондурасу. Вони живуть у вологих рівнинних тропічних лісах та у вторинних заростях, часто поблизу води. Зустрічаються парами, на висоті до 1100 м над рівнем моря. Живляться комахами і павуками. Сезон розмноження в Коста-Риці триває з квітня по серпень.